# Megárchi (ort i Grekland)
Megárchi är en ort i Grekland.   Den ligger i prefekturen Nomós Ártas och regionen Epirus, i den centrala delen av landet, 260 km nordväst om huvudstaden Aten. Megárchi ligger 163 meter över havet och antalet invånare är 503.
Terrängen runt Megárchi är kuperad åt nordost, men åt sydväst är den platt. Runt Megárchi är det ganska glesbefolkat, med 21 invånare per kvadratkilometer. Närmaste större samhälle är Arta, 7,7 km väster om Megárchi. == Kommentarer ==
1. ↑  Framräknat ur variansen i alla höjduppgifter (DEM 3") från Viewfinder Panoramas, inom 10 km radie.[2] Mer om algoritmen finns här: Användare:Lsjbot/Algoritmer.